# Catedral de Prato
La catedral de Prato, en italiano Duomo di Prato, dedicada a san Esteban, se encuentra en la plaza de la catedral de la ciudad de Prato, Italia.

## Historia
La catedral es una de las más antiguas iglesias de Prato. Se encuentran testimonios de su existencia ya en el siglo X como “parroquia” de San Esteban. Era la iglesia principal de Borgo al Cornio, primitiva zona de Prato. Fue reestructurada desde el siglo X al XV aunque su arquitectura resulta unitaria debido a la pureza de sus volúmenes y la bicromía de los adornos externos que usan mármol verde (serpentina) de Prato.
La estructura actual proviene del siglo XII (quedan los laterales y el campanil) menos la última celda construida en 1356. Durante el siglo XIV, debido a la creciente popularidad de las reliquias del Santo Cíngulo (se cree que es el cíngulo usado por la Virgen María. Esta reliquia está en la ciudad desde 1141 según la tradición) el edificio fue ampliado: en primer lugar se construyó el transepto (quizás a partir del proyecto de Giovanni Pisano), luego se erigió la capilla del cíngulo. Los edificios que se encontraban ante la fachada fueron demolidos para poder crear una nueva plaza que hospedara la multitud que se congregaba con ocasión de las ostensiones de la reliquia.

## Exterior

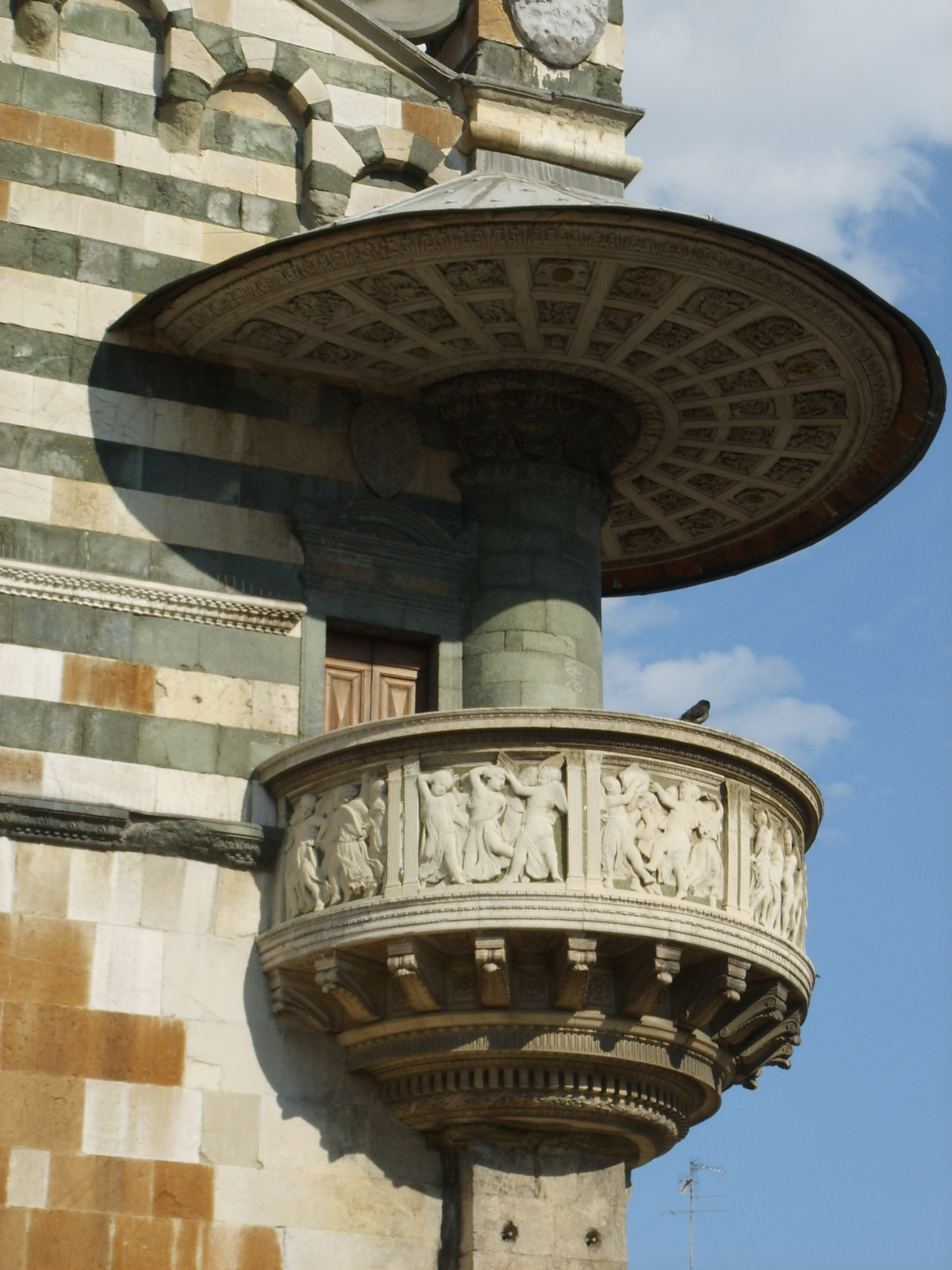
El púlpito externo.

A pesar de las añadiduras y cambios que se han dado durante el tiempo el aspecto de la catedral resulta unitario.
La fachada tardo gótica (1386-1457) fue edificada al abrigo pero no pegada a la antigua: en el espacio intermedio se creó un corredor que lleva al púlpito externo, construido por Michelozzo y decorado por Donatello, entre el año 1428 y el 1438. El púlpito fue realizado para mostrar públicamente las reliquias del Cíngulo que todavía hoy se expone los días de Navidad, Pascua, el 1 de mayo, el 15 de agosto y de manera más solemne el 8 de septiembre, fiesta de la Natividad de la Virgen María. Sobre el capitel en bronce del púlpito, una serie de cornisas concéntricas hechas de mármol blanco acentúan el efecto centrífugo del púlpito, cuyo parapeto (el original está en el Museo de las obras de la Catedral de Prato) asemeja un templo dentro del cual grupos de ángeles dan vivaces giros; el baldaquino corona el púlpito.
Sobre la luneta encima de la puerta principal se colocó una terracota vidriada de Andrea della Robbia que muestra a la Virgen María entre san Esteban y Juan (protectores de Prato y Florencia).
Al lado derecho, reestructurado en torno al 1160, hay dos portales enriquecidos por taraceas (con símbolos que todavía no han sido dilucidados) y el campanil con torre de inicios del siglo XIII (que se atribuye al Maestro Guidetto y que al inicio funcionaba como paso elevado. Aligerados por bíforas que se hacen bastante más amplias en el penúltimo orden, concluye con una celda gótica de grandes triforas, añadida en el siglo XIV, como el bloque del tránsito, que se apoya en el campanil.

## Interior

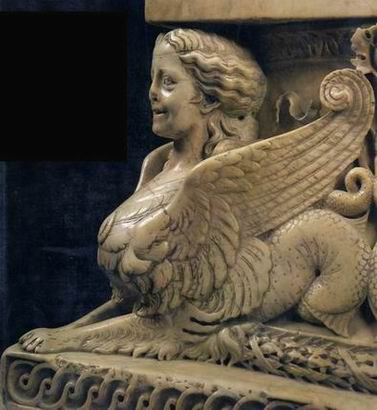
Detalle del púlpito.

También dentro del templo presenta un aspecto unitario, aun cuando se han producido numerosas intervenciones a lo largo del tiempo. Las tres naves románicas de inicios del siglo XIII están divididas por amplios arcos que reposan en columnas hechas en serpentina verde con capiteles atribuidos al Maestro Guidetto. Sobre los arcos las paredes retoman la alternancia de colores.
En la nave derecha se alza el elegante púlpito renacentista hecho con mármol blanco (entre los años 1469 y 1473 con forma de cáliz y una base enriquecida por esfinges. El parapeto tiene relieves de Antonio del Rossellino con temas de la Asunción, la vida de san Esteban, historias de Juan Bautista (este último realizado por Mino da Fiesole. Ante la nave opuesta, hay un candelabro de bronce de Maso di Bartolomeo de 1440, en forma de vaso alargado del que salen siete estelas vegetales. Maso realizó también la terraza interna, en la contrafachada, que tiene una Asunción de David y Ridolfo Ghirlandaio.
Ante la capilla del Sagrado Cíngulo hay un crucifijo pequeño de madera y fuerte expresividad, obra de Giovanni Pisano.

### Transepto

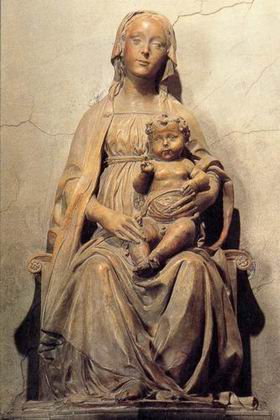
Santa María del Olivo, Benedetto da Maiano.

Tras subir algunos escalones de la iglesia antigua se llega al transepto del siglo XIV, tradicionalmente atribuido a Giovanni Pisano.
En el centro del presbiterio hay tres importantes obras del americano Robert Morris: el altar de mármol (2000), el candelabro y el ambón (2001) de bronce, que con su forma de túnica, con piedras en la base, recuerda la lapidación de Esteban.
A la derecha del transepto está el tabernáculo renacimental de la Madonna dell'Olivo, de los hermanos Da Maiano: la Madonna con Bambino (1480) en terracota, obra de Benedetto.
La balaustrada presbiteral realizada en mármol de colores, del siglo XVII, reutiliza algunas formas renacentistas con escudos y querubines del antiguo coro, y da acceso a las capillas.

### Capillas del transepto
A derecha la cappella Vinaccesi conserva un notable Cristo depuesto del siglo XIII, y está adornada con frescos del siglo XIX de Alessandro Franchi.
Al lado se encuentra la cappella dell'Assunta, con frescos de 1436 realizados por el Maestro de Prato y por Paolo Uccello con Historias de la Virgen y de San Esteban, completadas por Andrea di Giusto en la parte inferior, que muestran una extravagante fantasía en las escenas encantadas, con colores definidos y vivaces, elegantes grafismos y arquitecturas de gusto brunelesco. 

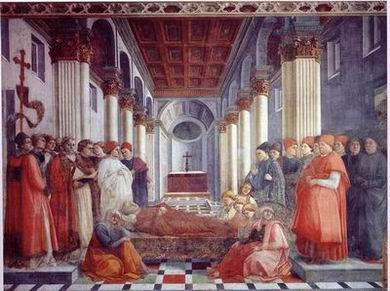
Las exequias de san Esteban por Filippo Lippi.

En la cappella maggiore, detrás del altar con el Crocifisso bronzeo  de Ferdinando Tacca (1653), las paredes tienen frescos de Historias de san Esteban y de San Juan Bautista, concluidos en 1465 de Filippo Lippi. Abajo a la izquierda, están las Exequias de san Esteban, ambientadas en una basílica paleocristiana. Aparece el Papa Pío II con ornamentos rojos y a la izquierda un autorretrato del pintor. Delante, en la pared opuesta, un salón hospeda el Convite de Herodes con la Danza de Salomé y la entrega de la cabeza del Bautista a Herodías. También el vitral fue diseñado por Lippi. En el ciclo participó también Fra Diamante.
La contigua Capilla Manassei fue pintada a inicios del siglo XV con Historias de santa Margarita y Santiago por un alumno de Agnoldo Gaddi, mientras que la última capilla a izquierda, de los Inghiramos, conserva un monumento fúnebre atribuido a Benedetto da Maiano y un vitral de inicios del siglo XVI.
A izquierda del transepto se encuentra la Capilla del Santísimo Sacramento con un retablo de Zanobi Poggini (1549) y la bóveda decorada en el siglo XIX.

### Capilla del Sagrado Cíngulo

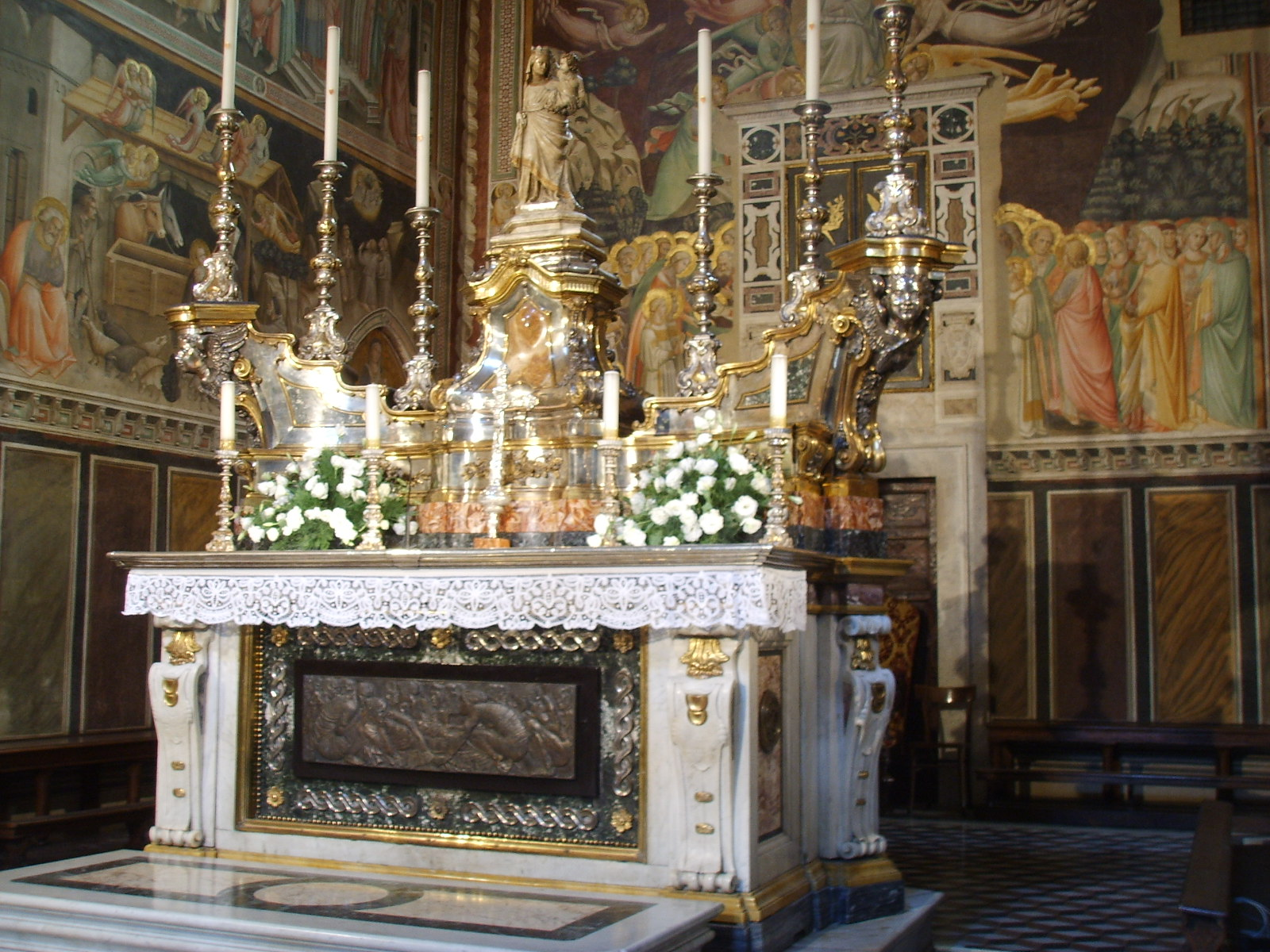
Altar de la Capilla del Sagrado Cíngulo con la Virgen y el Niño de Giovanni Pisano.

La Capilla del Sagrado Cíngulo se encuentra en la última parte de la nave izquierda, a contacto con la contrafachada.
Se conserva allí el Sagrado Cíngulo, es decir, el cinturón que, según antiguas tradiciones, fue donado a santo Tomás por la Virgen María durante la Asunción y que llegó a Prato en el siglo XII.
La capilla tiene frescos con Historias de la Virgen y del Cíngulo, ciclo de sorprendente unidad figurativa, pintado entre el 1392 y 1395 por Agnolo Gaddi. Especialmente lograda es la vista de Prato en Retorno de Miguel, que fue quien llevó la reliquia a la ciudad.
El altar del siglo XVIII, con relieves de Emilio Greco, encierra el Cíngulo, y está coronado por la Virgen con el Niño (alrededor de 1301) de Giovanni Pisano.
La capilla está cerrada por un cancel de bronce de Maso di Bartolomeo, Pasquino da Montepulciano y otros.